# UCI Asia Tour 2008-2009
El UCI Asia Tour 2008-2009 fue la quinta edición del calendario ciclístico internacional asiático. Contó con 32 carreras y se inició el 4 de octubre de 2008 en Irán, con el Tour de Milad du Nour y finalizó el 13 de septiembre de 2009 en Japón con el Tour de Hokkaido.
Las carreras de máxima categoría (.HC) ascendieron a tres esa temporada, ya que al Tour de Langkawi y a la Vuelta al Lago Qinghai (ambas 2.HC) se le sumó la Japan Cup (1.HC). 
El ganador a nivel individual fue el iraní Ghader Mizbani del Tabriz Petrochemical Team, que logró por segunda vez la victoria en el calendario asiático. Fue seguido del kazajo Andrey Mizourov y el ruso Boris Shpilevsky. El Tabriz Petrochemical por segundo año ganó por equipos, mientras que por países fue Kazajistán el vencedor.

## Calendario
Contó con las siguientes carreras, tanto por etapas como de un día.

### Octubre 2008
| Fecha    | Carrera                    | Cat. | Ganador               | Equipo del ganador         |
| -------- | -------------------------- | ---- | --------------------- | -------------------------- |
| 4 al 8   | Tour de Milad du Nour      | 2.2  | Ahad Kazemi           |                            |
| 12 al 16 | Kerman Tour                | 2.2  | Ghader Mizbani        | Tabriz Petrochemical       |
| 19 al 25 | Tour de Hong Kong Shanghai | 2.2  | Christoff Van Heerden | Team Konica Minolta/Bizhub |
| 26       | Japan Cup                  | 1.HC | Damiano Cunego        | Lampre                     |

### Noviembre 2008
| Fecha    | Carrera           | Cat. | Ganador          | Equipo del ganador   |
| -------- | ----------------- | ---- | ---------------- | -------------------- |
| 8 y 9    | Tour de Okinawa   | 2.2  | Yukiya Arashiro  | EQA-Meitan Hompo     |
| 11 al 19 | Tour de Hainan    | 2.1  | Boris Shpilevsky | Selección de Rusia   |
| 23 al 5  | Tour de Indonesia | 2.2  | Ghader Mizbani   | Tabriz Petrochemical |

### Diciembre 2008
| Fecha    | Carrera                             | Cat. | Ganador             | Equipo del ganador        |
| -------- | ----------------------------------- | ---- | ------------------- | ------------------------- |
| 13       | Gran Premio Internacional Al-Khor   | 1.2  | Rafaâ Chtioui       | Doha Team                 |
| 14       | Gran Premio Internacional Losail    | 1.2  | Abdelbaset Hannachi | Doha Team                 |
| 14 al 21 | Tour del Mar de la China Meridional | 2.2  | Gang Xu             | Hong Kong Shanghai Sports |
| 15       | Gran Premio Internacional Messaeed  | 1.2  | Aymen Ben Hassine   | Selección de Túnez        |
| 16       | Doha G. P.                          | 1.2  | Aymen Ben Hassine   | Selección de Túnez        |
| 18 al 20 | Cycling Golden Jersy                | 2.2  | Alexey Lyalko       | Selección de Kazajistán   |

### Enero 2009
| Fecha | Carrera                  | Cat. | Ganador           | Equipo del ganador |
| ----- | ------------------------ | ---- | ----------------- | ------------------ |
| 23    | H. H. Vice President Cup | 1.2  | Aymen Ben Hassine | Doha Team          |
| 24    | Emirates Cup             | 1.2  | Aymen Ben Hassine | Doha Team          |

### Febrero 2009
| Fecha   | Carrera          | Cat. | Ganador    | Equipo del ganador           |
| ------- | ---------------- | ---- | ---------- | ---------------------------- |
| 1 al 6  | Tour de Catar    | 2.1  | Tom Boonen | Quick Step                   |
| 9 al 15 | Tour de Langkawi | 2.HC | José Serpa | Serramenti PVC Diquigiovanni |

### Marzo 2009
| Fecha   | Carrera        | Cat. | Ganador            | Equipo del ganador |
| ------- | -------------- | ---- | ------------------ | ------------------ |
| 8 al 14 | Tour de Taiwán | 2.2  | Krzysztof Jeżowski | Merida Europe      |

### Abril 2009
| Fecha    | Carrera           | Cat. | Ganador         | Equipo del ganador           |
| -------- | ----------------- | ---- | --------------- | ---------------------------- |
| 4 al 9   | Tour de Tailandia | 2.2  | Andrew Bajadali | Kelly Benefit Strategies     |
| 19 al 26 | Jelajah Malaysia  | 2.2  | Thimothy Roe    | Savings & Loans Cycling Team |
| 30 al 3  | Tour de Singkarak | 2.2  | Ghader Mizbani  | Tabriz Petrochemical         |

### Mayo 2009
| Fecha    | Carrera           | Cat. | Ganador            | Equipo del ganador      |
| -------- | ----------------- | ---- | ------------------ | ----------------------- |
| 11 al 15 | Tour of President | 2.2  | Ghader Mizbani     | Tabriz Petrochemical    |
| 17 al 24 | Tour de Japón     | 2.2  | Sergio Pardilla    | Carmiooro-A Style       |
| 28 al 31 | Tour de Kumano    | 2.2  | Valentin Iglinskiy | Selección de Kazajistán |

### Junio 2009
| Fecha   | Carrera       | Cat. | Ganador       | Equipo del ganador |
| ------- | ------------- | ---- | ------------- | ------------------ |
| 5 al 14 | Tour de Corea | 2.2  | Roger Beuchat | Team Neotel        |

### Julio 2009
| Fecha    | Carrera                | Cat. | Ganador         | Equipo del ganador   |
| -------- | ---------------------- | ---- | --------------- | -------------------- |
| 17 al 26 | Vuelta al Lago Qinghai | 2.HC | Andrey Mizourov | Tabriz Petrochemical |
| 28 al 30 | Perlis Open            | 2.2  | Anuar Manan     | Azad University Iran |

### Agosto 2009
| Fecha   | Carrera                          | Cat. | Ganador              | Equipo del ganador      |
| ------- | -------------------------------- | ---- | -------------------- | ----------------------- |
| 8 al 10 | Tour del Este de Java            | 2.2  | Andrey Mizourov      | Tabriz Petrochemical    |
| 16      | Campeonato Asiático en Ruta      | CC   | Dmitriy Fofonov      | Selección de Kazajistán |
| 17      | Campeonato Asiático Contrarreloj | CC   | Alexander Vinokourov | Selección de Kazajistán |

### Septiembre 2009
| Fecha   | Carrera          | Cat. | Ganador          | Equipo del ganador |
| ------- | ---------------- | ---- | ---------------- | ------------------ |
| 9 al 13 | Tour de Hokkaido | 2.2  | Takashi Miyazawa | EQA-Meitan Hompo   |

## Clasificaciones

### Individual
| Posición | Ciclista            | Puntos |
| -------- | ------------------- | ------ |
| 1        | Ghader Mizbani      | 384,5  |
| 2        | Andrey Mizourov     | 368,5  |
| 3        | Boris Shpilevsky    | 254    |
| 4        | Dmitriy Fofonov     | 242    |
| 5        | Valentin Iglinskiy  | 217    |
| 6        | Aymen Ben Hassine   | 179,66 |
| 7        | Abdelbaset Hannachi | 178    |
| 8        | Takashi Miyazawa    | 161    |
| 9        | Taiji Nishitani     | 152,25 |
| 10       | Jai Crawford        | 146    |

### Equipos
| Posición | Equipo                       | Puntos |
| -------- | ---------------------------- | ------ |
| 1        | Tabriz Petrochemical         | 1015   |
| 2        | Doha                         | 628,66 |
| 3        | Azad University Iran         | 438    |
| 4        | Serramenti PVC Diquigiovanni | 335    |
| 5        | EQA-Meitan Hompo             | 268    |

### Países
| Posición | País       | Puntos   |
| -------- | ---------- | -------- |
| 1        | Kazajistán | 1.259,82 |
| 2        | Irán       | 1.015,5  |
| 3        | Japón      | 780,25   |
| 4        | Malasia    | 292      |
| 5        | Uzbekistán | 255,98   |

### Países sub-23
| Posición | País       | Puntos |
| -------- | ---------- | ------ |
| 1        | Irán       | 160    |
| 2        | Kazajistán | 89,98  |
| 3        | Malasia    | 63     |
| 4        | Japón      | 63     |
| 5        | Mongolia   | 44     |